# Божидар Антонов
Божидар Антонов е български спортист (бегач на дълги разстояния, колоездач, алпинист, акробат) и каскадьор.
Държи рекорда за най-бързо лятно и е държал рекорда за най-бързо зимно преминаване на маршрута Ком – Емине по билото на Стара планина.
Роден е в Кърджали през 1985 г. От 8-годишна възраст тренира лека атлетика и баскетбол в „Арда“. Възпитаник e на СУ „Отец Паисий“, Кърджали, завършил с випуск 2004 г. Определен е за „Спортист на випуск 2004“ на училището.
През 2008 г извършва обиколка на България с бягане – около 1500 км за 30 дни. През 2009 г. покорява 6-те най-високи върха на Балканския полуостров с велосипед.
През 2015 г. постига първия си рекорд по трасето Ком – Емине за лятно преминаване и е награден от министъра на спорта с почетен плакет. През 2018 г. прави нов рекорд за лятно преминаване на същия маршрут – за 4 дни, 8 часа и 27 минути. През февруари 2019 г. осъществява най-бързото зимно преминаване по маршрута Ком – Емине – 9 дни, 4 часа, 51 мин.
Неговите успехи включват призови места на състезания по планинско бягане в Италия и САЩ и др.
- 6-те най-високи върха на Балканския полуостров с велосипед (осъществен)
- Ком – Емине (осъществен)
- Обиколка на България с бягане (осъществен)
- Вихрен, Мусала, Черни Връх с бягане и колоездене за един ден (осъществен)